# إمليل
إمليل هي قرية مغربية تنتمي للإقليم أزيلال. تضم هذه القرية 9.796 نسمة (إحصاء 2004).

## دواوير الجماعة إمليل
- اشاين
- ارمد
- امزيك
- ارغن
- ايت سوكا
- تركا ايمولا
- تكاديرت
- تنغورت
- فيمليل
- تمترت
- تلاوول
- تدارت
- تاوريرت